# التلقيح لفهم قارئ الصحيح
التلقيح لفهم قارئ الصحيح هو كتاب في شرح صحيح البخاري، لمحدِّث حلب وبلاد الشام الحافظ برهان الدين إبراهيم بن محمد بن خليل الحلبي الشافعي، المشهور بسبط ابن العجمي، المتوفى سنة 841 للهجرة، الذي رحل إليه الحافظ ابن حجر العسقلاني وقال فيه: "فإنه اليوم أحقُّ الناس بالرحلة إليه؛ لعلوِّ سنده حسًّا ومعنىً، ومعرفته بالعلوم فنًّا فنًّا"، والتقط من شرحه هذا كتاباً سمَّاه (الملتقط من التلقيح).

## ملامح لمنهج البرهان في كتاب التلقيح
1. العناية بالناحية اللغوية للصحيح، حيث ضبط الألفاظ وبيان المعاني.
2. العناية بالإسناد ومعرفة الرجال.
3. العناية ببيان فروق الروايات وشرح مناسبة الحديث للترجمة.[1]

## مواضيع ذات صلة
- موسوعة صحيح البخاري